# George Erroll Prior-Palmer
George Erroll Prior-Palmer, britanski general, * 1903, † 1977.